# Catacombe d'Aproniano

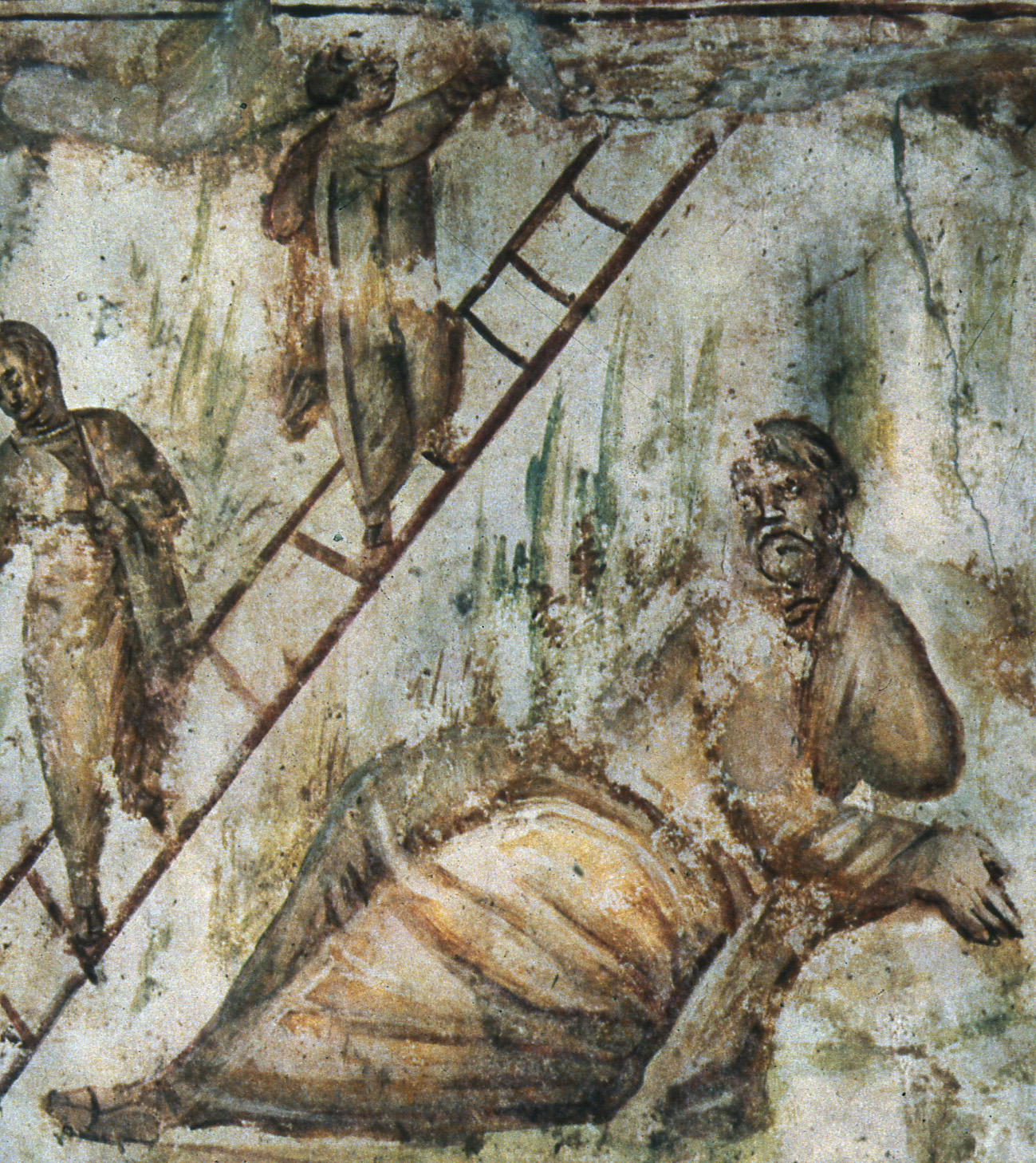
Une fresque, dans la catacombe d'Aproniano ou catacombe de la Via Latina, représentant lÉchelle de Jacob, selon l'épisode décrit dans le Livre de la Genèse (28:11-19), en référence au rêve du patriarche Jacob fuyant son frère Ésaü, avec une échelle montant vers le ciel.

La catacombe d'Aproniano (appellation bâtarde ; mieux vaut restituer la forme latine originelle Apronianus, ou franciser en « Apronien ») ou catacombe de la Via Latina est une catacombe de Rome, située sur la Via Cesare Correnti, près de la Via Latina, dans le quartier moderne d'Appio-Latino, au sud-est de Rome.

## Historique
L'identification de ce cimetière souterrain avec celui d'Apronianus, mentionné par les sources anciennes, est due à Enrico Josi ; elle n'est pas acceptée par un certain nombre de chercheurs, qui préfèrent désigner la catacombe par le nom de la rue où elle est située. 
Apronianus était le propriétaire du terrain sur lequel le cimetière a été implanté. La catacombe a certainement été visitée par Antonio Bosio qui en parle dans son livre « Rome souterraine » et décrit une  architecture riche avec des chapelles funéraires entièrement décorées de fresques et de mosaïques.
Dans cette catacombe, qui est construite sur quatre niveaux, ce qui en fait l'une des plus grandes et des plus audacieuses de Rome, on a trouvé deux inscriptions datées de 384 et 400.
Il reste peu de choses aujourd'hui de toute cette richesse. Les fouilles entreprises dans la nécropole, redécouverte par Josi en 1937, n'ont pas abouti à de grands résultats. Elles ont confirmé l'existence de quatre niveaux et ont mis au jour deux inscriptions datées de 371 et 372 : cela suggère que la catacombe remonte à la seconde moitié du IVe siècle. La partie la plus ancienne est le deuxième niveau, mais on ne connait pas l'escalier de l'entrée originale.
Les Itinéraires destinés aux pèlerins médiévaux (en particulier le De locis sanctis martyrum...) mentionnent la présence dans cette catacombe des restes de plusieurs saints martyrs : Eugénie, Nemesius diacre, Olymphus, Sympronius, Theodotus, Superius, Obloteris et Tiburticanus. Ces deux derniers (noms douteux, probablement estropiés) sont complètement inconnus des anciennes sources liturgiques. Nemesius est un tribun militaire qui se convertit au christianisme avec sa fille Lucilla dans la douteuse Passion (BHL 7815) du pape Étienne († 257), qui ne fut pas martyr (H. Delehaye, Les légendes hagiographiques, 3e éd., 1927, p. 22). Au sujet d'Olymphus (certainement identique au tribun converti Olympius de BHL 7815), Sempronius, Theodotus et « Superius » (probable déformation d'Exuperia, nom de l'épouse d'Olympius dans BHL 7815), on ne trouve des renseignements que dans la susdite Passion d'Étienne (BHL 7815). Eugénie — la seule sainte sur laquelle on ait peut-être quelques informations, malheureusement mêlées à une fiction débridée dans le roman hagiographique qu'est la Passion de Prote et Hyacinthe alias Vie d'Eugénie (BHL 2667), probablement rédigée en Italie dans la seconde moitié du Ve siècle — serait morte à l'époque où régnaient l'empereur Valérien et son fils Gallien (253-260). Ses restes ont été déposés dans une chapelle de l'église qui lui est dédiée sur le côté droit de la Via Latina. Selon le Liber Pontificalis, au VIIIe siècle, les papes Jean VII et Adrien Ier restaurèrent l'église de sainte Eugénie et fondèrent un couvent à proximité. Malheureusement, tout le terrain situé au-dessus de la catacombe a été complètement détruit lors de travaux de construction au XXe siècle.